# Шантарски острови (национален парк)
Шантарски острови (на руски: Шантарские острова) е национален парк в Русия. Обявен за такъв е през 2013 г. и обхваща както островната част на Шантарските острови (без остров Медвежи), така и акватория на Охотско море в района на архипелага.

## Местоположение
Националният парк е разположен в източната част на Охотско море. Попада на територията на Хабаровски край, Тугуро-Чумикански район. Общата му площ е 5155 км². В нея влизат сухоземната част на архипелага Шантарски острови с площ от 2412 км². Акваторията на Охотско море, която е част от парка включва площ от 2743 км².

## История
Районът на Шантарските острови е известен с посещения на хора с цел лов на животни с цел добив на ценни кожи и месо, китолов и риболов. В периода 1852 – 1907 г. тук е било мястото на усилен китолов от страна на американски китоловци на гренландски кит. В миналото са използвани и за дърводобив, но и днес островите имат сериозен потенциал за извършване на тази дейност. През 1999 г. районът е обявен за държавен резерват, но с изключение на метеорологичната станция и единични научни лагери островите си остават необитаеми. През 2013 г. районът е обявен за национален парк и са предприети мерки за защитата и опазването на природната среда.

## Климат
В сравнение с този на Охотско море, климатът на Шантарските острови е значително по-суров. Преобладаващите ветрове от североизток изтласкват леда към архипелага и така осигуряват ледена връзка с континента повече от 8 месеца в годината Според климатичната класификация на Кьопен климатът тек е субполярен с дълги и студени зими и кратки хладни лета.

## Флора
Големите острови са покрити с гори от лиственица и бор. Съставени са от Сибирски смърч (на латински: Picea obovata), на латински: Lárix gmélinii, на латински: Pinus pumila, бреза. Срещат се гъсталаци от на латински: Pinus pumila.

## Фауна
Големите отрови са обитавани от хищни бозайници като кафява мечка, вълк, лисица, росомаха, видра, хермелин, невестулка, самур. От птичото многообразие тук се срещат около 240 вида местни или мигриращи. Тук се слещат и застращените Bubo blakistoni и Стелеров морски орел.